# 烏薩馬·邁盧利

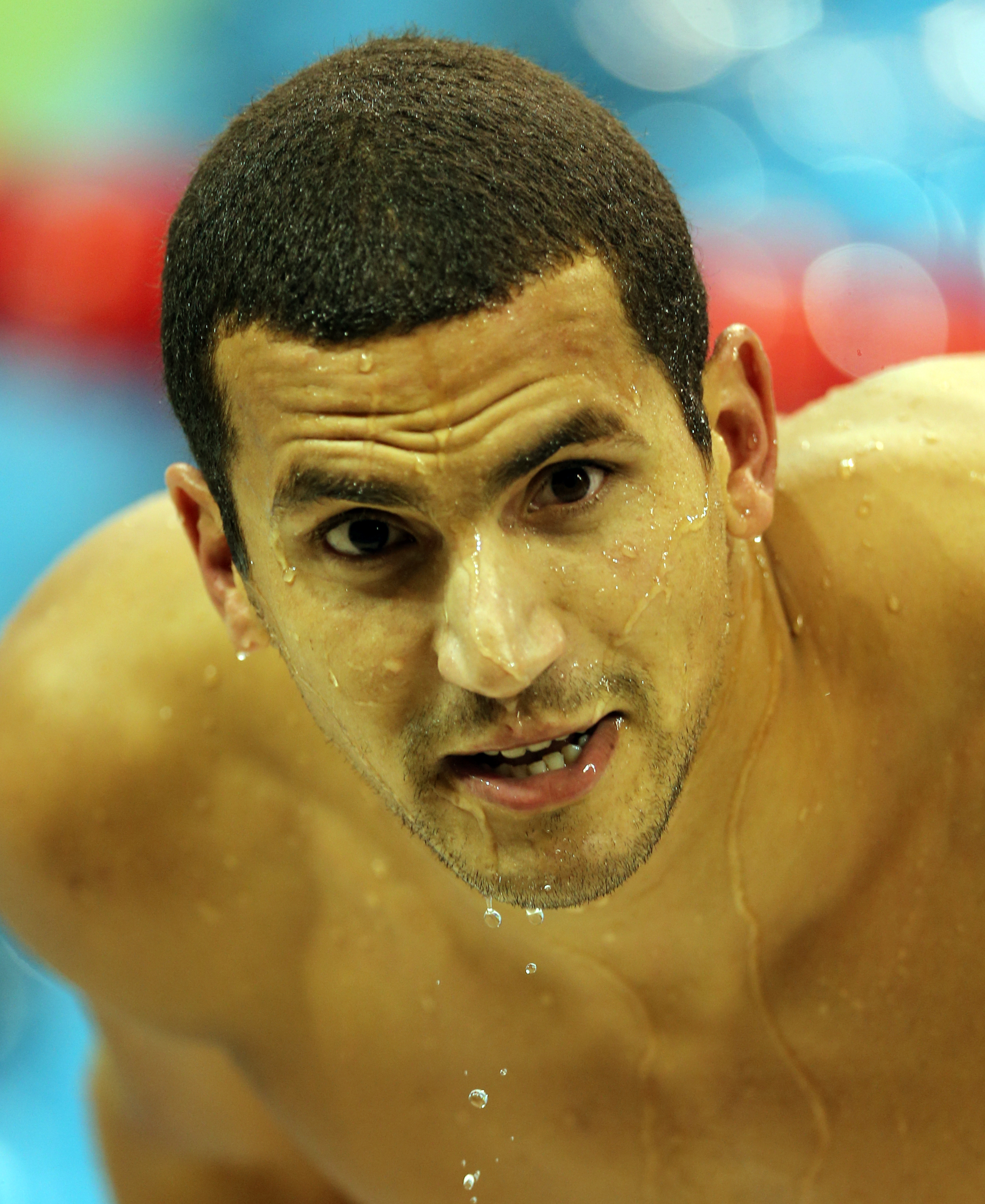

烏薩馬·邁盧利（阿拉伯语：‎，1984年2月16日—），突尼西亞人，游泳選手。
他是首位在奧運游泳的泳池比賽和公開水域比賽中均能取得獎牌的運動員，也是至今在這2個不同賽場項目中均取得奧運金牌的唯一一名運動員。

## 奧運成績
- 2004年雅典奧運男子400米個人混合泳第五名，成績4:14.49
- 2008年北京奧運男子400米自由式第五名，成績3:43.45
- 2008年北京奧運男子1500米自由式第一名，成績14:40.84，破非洲記錄（AF）
- 2012年伦敦奥运会10公里马拉松游泳冠军,1500米自由式铜牌。

## 世界錦標賽成績
- 2003年西班牙巴塞隆納世界錦標賽男子400米個人混合泳第三名，成績4:15.36
- 2005年加拿大蒙特婁錦標賽400米自由式第三名，成績3:46.08
- 2005年加拿大蒙特婁錦標賽400米個人混合泳第三名，成績4:13.47
- 2005年加拿大蒙特婁錦標賽800米自由式第五名，成績7:51.03
- 2007年澳大利亚墨尔本世锦赛400米自由泳亚军，
- 2007年澳大利亚墨尔本世锦赛800米自由泳冠军
- 2009年意大利罗马世锦赛400米自由泳银牌
- 2009年意大利罗马世锦赛800米自由泳银牌
- 2009年意大利罗马世锦赛1500米自由泳冠军

## 世界短池游泳錦標赛成績
- 2004年美國印第安納波利斯400米個人混合泳第一名，成績4:07.02
- 2004年美國印第安納波利斯200米個人混合泳第三名，成績1:56.23
- 2004年美國印第安納波利斯1500米自由式第四名，成績14:57.57